# Phelan, Kalifornien
Phelan är en ort (CDP) i San Bernardino County, i delstaten Kalifornien, USA. Enligt United States Census Bureau har orten en folkmängd på 14 304 invånare (2010) och en landarea på 156 km².